# دوبروو (استان اشوی‌داشکسیه)
دوبروو (به لهستانی: Dobrów) یک منطقهٔ مسکونی در لهستان است که در گمینا توچنپه واقع شده‌است. دوبروو ۲۰ نفر جمعیت دارد.